# كريستوف ديهديو
كريستوف ديهديو (بالفرنسية: Christophe Diedhiou)‏ (8 يناير 1988 بروفسك في السنغال - ) هو لاعب كرة قدم سنغالي في مركز الدفاع. شارك مع منتخب السنغال لكرة القدم. أما مع النوادي، فقد لعب مع نادي كريتيل وSAS Épinal ‏.

## روابط خارجية
- كريستوف ديهديو على موقع قاعدة بيانات كرة القدم.إي يو (الإنجليزية)
- كريستوف ديهديو على موقع ليكيب (الفرنسية)
- كريستوف ديهديو على موقع ناشيونال فوتبول تيمز (الإنجليزية)
- كريستوف ديهديو على موقع Soccerway.com (الإنجليزية)
- كريستوف ديهديو على موقع عالم كرة القدم.نت (الإنجليزية)